# Surfacing
Surfacing is het vierde studioalbum van de Canadese zangeres Sarah McLachlan. Het album werd op 15 juli 1997 uitgebracht en telt 10 nummers. Het album bevat enkele ballads, maar ook poprock.
Na het succes van het album Fumbling Towards Ecstasy keerde McLachlan terug in 1997 met het album Surfacing. Dit werd haar bestverkochte en bekendste album tot op heden. Ze won hiermee twee Grammy Awards; een voor Beste Optreden Vrouwelijke Popzanger met het nummer "Building a Mystery", en een voor Beste Optreden Instrumentale Popmuziek met "Last Dance". Daarnaast won MacLachlan met dit album ook vier Juno Awards.
Surfacing verkocht wereldwijd meer dan 16 miljoen exemplaren en zorgde voor internationaal succes.

## Nummers
Het album bevat de volgende nummers:
| Nr. | Titel                  | Duur |
| --- | ---------------------- | ---- |
| 1.  | Building a Mystery     | 4:07 |
| 2.  | I Love You             | 4:44 |
| 3.  | Sweet Surrender        | 4:00 |
| 4.  | Adia                   | 4:05 |
| 5.  | Do What You Have to Do | 3:47 |
| 6.  | Witness                | 4:47 |
| 7.  | Angel                  | 4:30 |
| 8.  | Black & White          | 5:02 |
| 9.  | Full of Grace          | 3:41 |
| 10. | Last Dance             | 2:33 |

## Medewerkers
- Jim Creeggan — contrabas
- Yves Desrosiers — elektrische gitaren, lapsteel gitaar, schuifbas, zaag
- Pierre Marchand — bas, drumcomputer, achtergrondzang, keyboard
- Sarah McLachlan — zang, akoestische en elektrische gitaren, piano
- Brian Minato — bas, elektrische gitaar
- Michel Pepin — elektrische gitaren
- Ashwin Sood — drums, percussie, piano, achtergrondzang